# Tribunal Superior de Justicia de Aragón
El Tribunal Superior de Justicia de Aragón (TSJA) es el máximo órgano del poder judicial en la comunidad autónoma de Aragón (España). Tiene su sede en Zaragoza.

## Historia
Su antecedente más directo fue la Audiencia de Aragón. El actual Tribunal Superior de Justicia de Aragón fue creado en 1985 a partir del artículo 26 de la Ley Orgánica del Poder Judicial, constituyéndose el 23 de mayo de 1989.

## Competencias
El Tribunal Superior de Justicia de Aragón es el órgano jurisdiccional en que culmina la organización judicial en la comunidad autónoma, sin perjuicio de la competencia reservada al Tribunal Supremo. También ejercerá las demás funciones que en materia de Derecho estatal establezca la Ley Orgánica del Poder Judicial.

## Organización
El alto tribunal aragonés se divide en cuatro órganos:
- La Sala de Gobierno
- La Sala de lo Civil y Penal
- La Sala de lo Contencioso-Administrativo
- La Sala de lo Social

## Sede
El TSJA tiene su sede en el palacio renacentista de los Condes de Morata situado en la ciudad de Zaragoza.

## Presidencia
El Presidente del Tribunal Superior de Justicia de Aragón es el representante del Poder Judicial en Aragón. Es nombrado por el Rey de España, a propuesta del Consejo General del Poder Judicial. El Presidente podrá presentar ante las Cortes de Aragón la memoria anual.
El actual presidente del Tribunal Superior de Justicia de Aragón es Manuel Bellido Aspas. 